# 外共变导数
在数学中，外共变导数（exterior covariant derivative），时或称为共变外导数（covariant exterior derivative），是流形上的微积分中一个非常有用的概念，它可能将利用主联络的公式化简。
设 P → M 是光滑流形 M 上一个主 G-丛。如果 {\displaystyle \phi } 是 P 上一个张量性 k-形式，则其外共变导数定义为：
{\displaystyle D\phi (X_{0},X_{1},\dots ,X_{k})=\mathrm {d} \phi (h(X_{0}),h(X_{1}),\dots ,h(X_{k}))}
这里 h 表示到水平子空间的投影，{\displaystyle H_{x}} 由联络定义，其核为该纤维丛的全空间切丛的 {\displaystyle V_{x}}（铅直子空间）。这里 {\displaystyle X_{i}} 是 P 上任何向量场。Dφ 是 P 上一个张量性 k+1 形式。
不像通常的外导数的平方是 0，我们有
{\displaystyle D^{2}\phi =\Omega \wedge \phi }
这里 {\displaystyle \Omega } 表示曲率形式。特别的 {\displaystyle D^{2}} 对平坦联络消没。

## 物理學
若A是聯絡形式、f是函數，則外共变导数是
{\displaystyle d_{D}f=(d+A)f}
若{\displaystyle M\in End(E)}是矩陣函數（E是主叢；例如，屬於G的李代數），則外共变导数是
{\displaystyle d_{D}M=dM+[A,M]}
而且，若F是曲率形式，則
{\displaystyle F=d_{D}^{2}=d_{D}A=dA+A^{2}}
比安基恒等式是
{\displaystyle d_{D}F=d_{D}^{3}=0}